# Nenilinium asiaticum
Nenilinium asiaticum là một loài nhện trong họ Linyphiidae.
Loài này thuộc chi Nenilinium. Nenilinium asiaticum được Kirill Yuryevich Eskov miêu tả năm 1988.